# Sim Yunkyung
Shim Yun-kyeong (hangeul : 심윤경) est une auteure sud-coréenne.

## Biographie
Shim Yun-kyeong est née en 1972 à Séoul. Elle se spécialise d'abord en biologie moléculaire à l'Université Nationale de Séoul. Elle a également travaillé pendant un certain temps dans une entreprise de biologie. Sa carrière d'écrivain commence de manière informelle lorsqu'elle ouvre sur internet un "blog bébé" après son mariage et son accouchement. Elle fait ses débuts littéraires en 2002 quand elle remporte la 7e édition du prix littéraire Hankyoreh avec son roman Mon beau jardin (Na-ui areumda-un jeongwon) et entame alors une carrière littéraire.

## Œuvre
Située entre 1977 et 1981, l'intrigue de Mon beau jardin (Na-ui areumda-un jeongwon) représente la croissance émotionnelle d'un garçon dyslexique nommé Dong-gu. Les bouleversements politiques au cours de cette période avec l'assassinat du président Park Chung-hee, le coup d'État  militaire de 1980 ainsi que le mouvement démocratique de Gwangju influencent directement l'évolution de Dong-gu, qui vit dans un quartier près du palais présidentiel. Le deuxième roman de Shim, L'autel de la lune (Darui jedan) se passe à Andong, dans la province de Gyeongsang, qui est considéré comme le siège du patriarcat traditionnel. Elle a également écrit Les gens de Seorabeol (Seorabeol saramdeul), qui met en scène sous un angle érotique et grotesque des personnages historiques importants apparus il y a plus de mille ans.
L'Institut coréen de traduction littéraire (LTI of Korea) résume son œuvre de cette manière :
Une des caractéristiques des romans de Shim est sa tendance à les conclure de manière tragique. Dans son récit Mon beau jardin (Na-ui areumda-un jeongwon), la sœur cadette de Dong-gu nommée Yeong-ju meurt dans un accident causé par inadvertance, et l'enseignant qui se lie d'amitié avec Dong-gu disparaît pendant le soulèvement de Gwangju. Dans La lune altérée, quand Sang-ryong découvre un secret de famille honteux, il décide de se sacrifier. Le troisième roman de Sim, intitulé L'amour de Yi Hyeon, (Yi Hyeonui yeonae) met en scène les personnages Yi Jin et Yi Hyeon qui se marient malgré l'opposition de l'entourage, mais l'histoire se termine en tragédie avec la mort de Yi Jin.
Plutôt que de s'appuyer sur son expérience personnelle, Sim préfère utiliser son imagination et ses recherches approfondies pour rendre ses histoires le plus crédibles possibles. Sa capacité de transformer ces informations et sa capacité de faire siennes des histoires entendues ici ou là est exceptionnelle dans la mesure où beaucoup de lecteurs ont pensé que Mon beau jardin (Na-ui areumda-un jeongwon) était un travail autobiographique ; même les critiques, après avoir lu L'autel de la lune (Darui jedan), sont souvent surpris quand ils apprennent que l'auteure n'a quasiment jamais quitté Séoul. Son imagination abondante se retrouve encore dans son recueil Les gens de Seorabeol, qui met en scène sous des traits grotesques des personnages historiques importants d'il y a mille ans.
Elle a remporté deux prix littéraires majeurs, le prix littéraire Hankyoreh (한겨레 문학상) en 2002 et le prix littéraire Muyeong (무영 문학상) en 2005.